# Eichornia

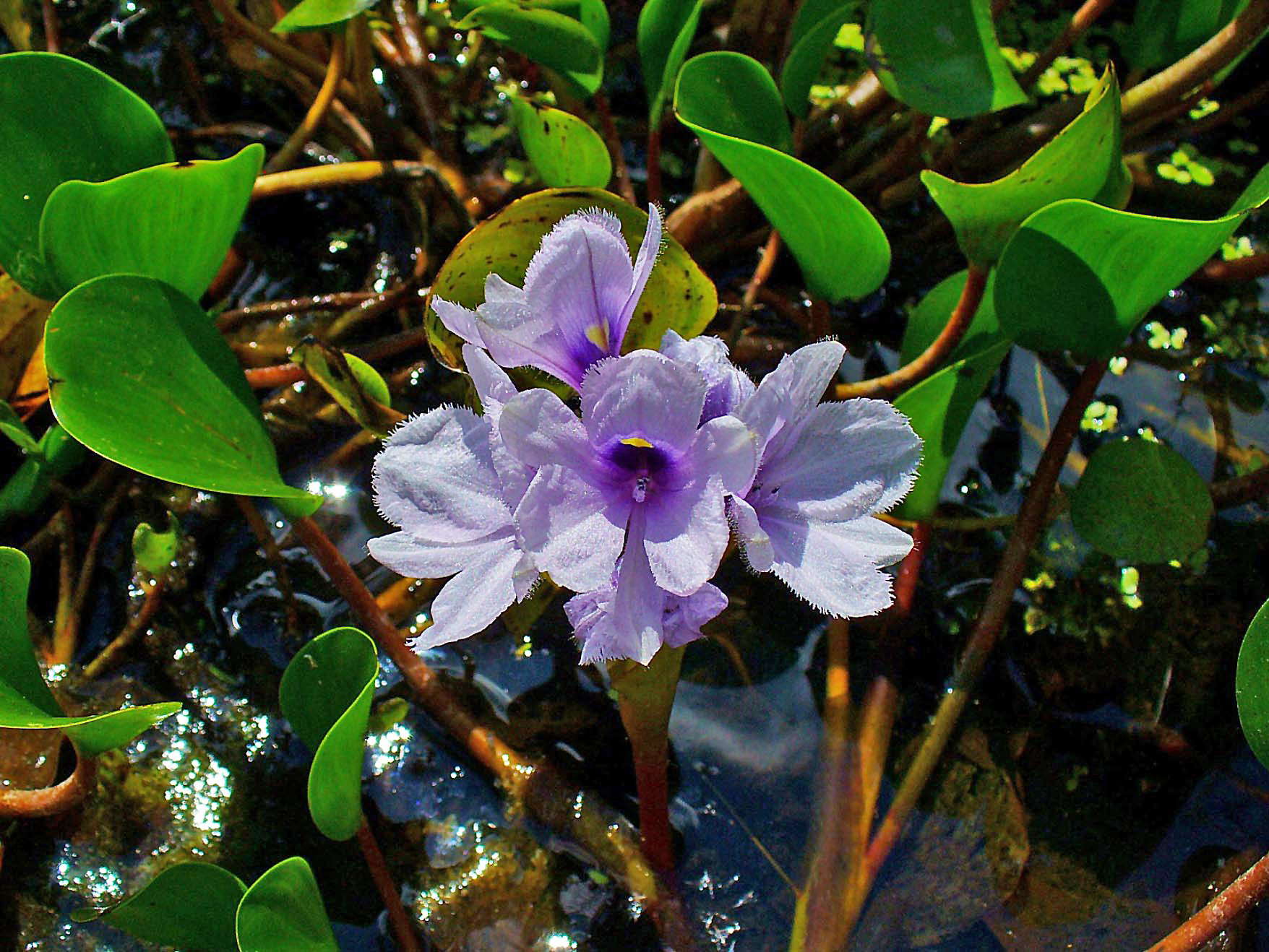
Eichhornia azurea

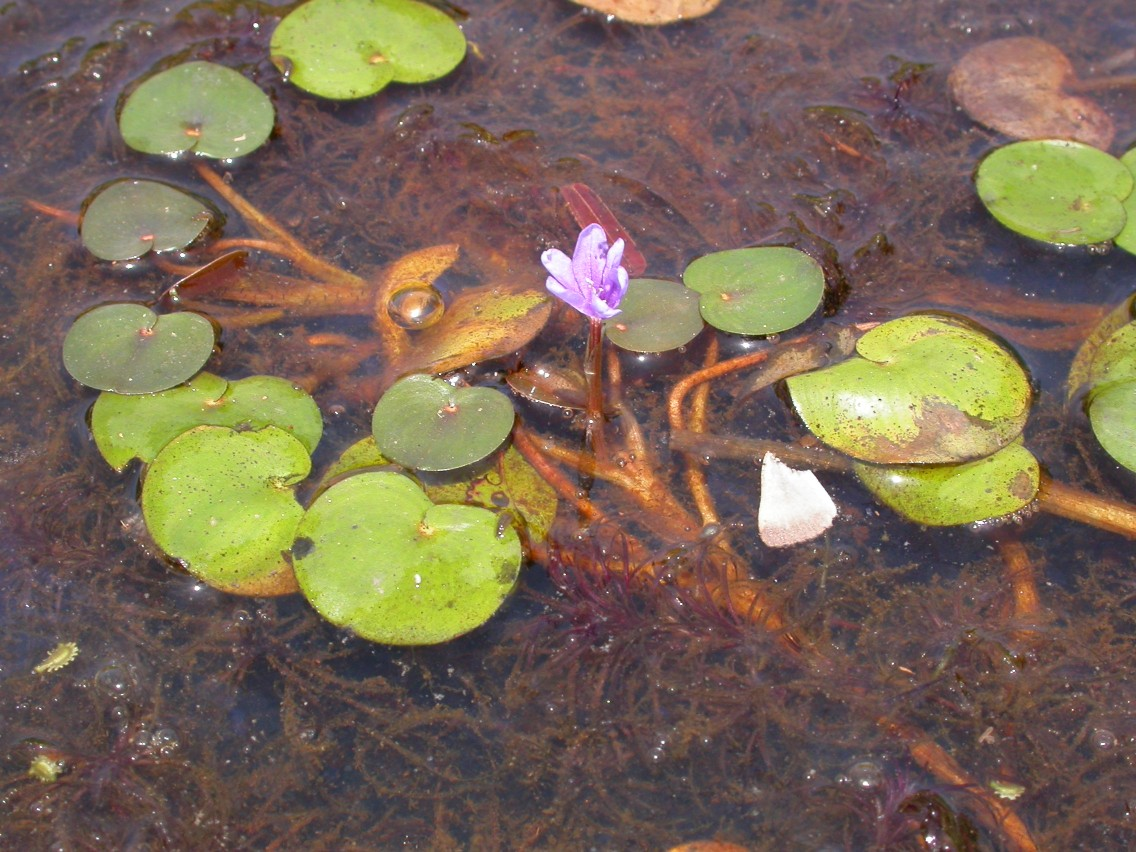
Eichhornia diversifolia

Eichornia (Eichhornia) – rodzaj roślin wodnych z rodziny rozpławowatych (Pontederiaceae). Obejmuje 6 gatunków występujących pierwotnie w tropikach Ameryki Południowej i 1 gatunek z Afryki. Niektóre gatunki zostały rozprzestrzenione szerzej, zwłaszcza eichornia gruboogonkowa jest gatunkiem inwazyjnym na wielu kontynentach.

## Morfologia
PokrójZielne hydrofity roczne lub wieloletnie, korzeniące się w dnie lub unoszące się na wodzie. Pędy zanurzone rosną ku powierzchni wody, wynurzone krótkie.
LiścieLiście ogonkowe wyrastają w różyczce liściowej lub skrętolegle na pędach wegetatywnych. Unoszą się na wodzie lub wznoszą się nad jej powierzchnią. Blaszka liściowa skórzasta, jajowata lub kolista z nasadą sercowatą i tępym wierzchołkiem.
KwiatyBarwy niebieskiej lub białej, duże jak u hiacynta i podobnie jak u tego rodzaju – zebrane w podobny kłosowaty kwiatostan liczący do 30 kwiatów. Okwiat długości ponad 2 cm, lejkowaty, z listkami zrośniętymi do połowy długości, omszonymi i gruczołowatymi. Pręcików 6 w dwóch okółkach różniących się długością. Nitki czerwone, zagięte u góry, pylniki żółte, kuliste lub owalne. Zalążnia trójkomorowa z niepełnymi przegrodami, z licznymi zalążkami. Szyjka słupka trójdzielna na szczycie.
OwoceWydłużone torebki zawierające 10–200 nasion.

## Systematyka
Wykaz gatunków (taksony akceptowane według The Plant List)
- Eichhornia azurea (Sw.) Kunth
- Eichhornia crassipes (Mart.) Solms – eichornia gruboogonkowa
- Eichhornia diversifolia (Vahl) Urb.
- Eichhornia heterosperma Alexander
- Eichhornia paniculata (Spreng.) Solms
- Eichhornia paradoxa (Mart. ex Schult. & Schult.f.) Solms